# FA Cup 1907/08
Der FA Cup 1907/08 war die 37. Austragung des The Football Association Challenge Cup (meist als FA Cup bekannt).
Der Pokalwettbewerb startete mit der Qualifikation zwischen dem 21. September 1907 und dem 11. Dezember 1907. Die Hauptrunde begann anschließend ab dem 11. Januar 1908 und endete mit dem Finalspiel im Crystal Palace in London am 25. April 1908 vor einer Kulisse von offiziell 74.967 Zuschauern. Sieger des Wettbewerbs wurden zum zweiten Mal die Wolverhampton Wanderers. Unterlegener Finalist war Newcastle United.

## Wettbewerb

### Erste Hauptrunde
| Datum           |                                | Ergebnis |                         |
| --------------- | ------------------------------ | -------- | ----------------------- |
| 11. Januar 1908 | Aston Villa                    | 3:0      | Stockport County        |
| 11. Januar 1908 | Bolton Wanderers               | 5:0      | FC Woking               |
| 11. Januar 1908 | Bradford City                  | 1:1      | Wolverhampton Wanderers |
| 11. Januar 1908 | Brighton & Hove Albion         | 1:1      | Preston North End       |
| 11. Januar 1908 | Bristol City                   | 0:0      | Grimsby Town            |
| 11. Januar 1908 | FC Burnley                     | 1:2      | FC Southampton          |
| 11. Januar 1908 | FC Bury                        | 2:1      | FC Millwall             |
| 11. Januar 1908 | Carlisle United                | 2:2      | FC Brentford            |
| 11. Januar 1908 | FC Chelsea                     | 9:1      | Worksop Town            |
| 11. Januar 1908 | FC Chesterfield                | 4:0      | FC Stockton             |
| 11. Januar 1908 | Coventry City                  | 2:4      | Crystal Palace          |
| 11. Januar 1908 | FC Everton                     | 1:0      | Tottenham Hotspur       |
| 11. Januar 1908 | Gainsborough Trinity           | 1:0      | FC Watford              |
| 11. Januar 1908 | FC Glossop                     | 0:0      | Manchester City         |
| 11. Januar 1908 | Hastings & St. Leonards United | 0:1      | FC Portsmouth           |
| 11. Januar 1908 | Leicester Fosse                | 2:0      | Blackburn Rovers        |
| 11. Januar 1908 | FC Liverpool                   | 4:2      | Derby County            |
| 11. Januar 1908 | Luton Town                     | 3:8      | FC Fulham               |
| 11. Januar 1908 | Manchester United              | 3:1      | FC Blackpool            |
| 11. Januar 1908 | New Brompton                   | 3:1      | AFC Sunderland          |
| 11. Januar 1908 | Newcastle United               | 2:0      | Nottingham Forest       |
| 11. Januar 1908 | Northampton Town               | 0:1      | Bristol Rovers          |
| 11. Januar 1908 | Norwich City                   | 2:0      | The Wednesday           |
| 11. Januar 1908 | Notts County                   | 2:0      | FC Middlesbrough        |
| 11. Januar 1908 | Oldham Athletic                | 2:1      | Leeds City              |
| 11. Januar 1908 | Plymouth Argyle                | 1:0      | FC Barnsley             |
| 11. Januar 1908 | Queens Park Rangers            | 1:0      | FC Reading              |
| 11. Januar 1908 | FC Stoke                       | 5:0      | Lincoln City            |
| 11. Januar 1908 | Swindon Town                   | 0:0      | Sheffield United        |
| 11. Januar 1908 | West Bromwich Albion           | 1:1      | Birmingham City         |
| 11. Januar 1908 | West Ham United                | 1:0      | Rotherham Town          |
| 11. Januar 1908 | Woolwich Arsenal               | 0:0      | Hull City               |

#### Wiederholungsspiele
| Datum           |                         | Ergebnis |                        |
| --------------- | ----------------------- | -------- | ---------------------- |
| 15. Januar 1908 | Birmingham City         | 1:2      | West Bromwich Albion   |
| 15. Januar 1908 | FC Brentford            | 1:3      | Carlisle United        |
| 15. Januar 1908 | Grimsby Town            | 2:1      | Bristol City           |
| 15. Januar 1908 | Manchester City         | 6:0      | FC Glossop             |
| 15. Januar 1908 | Wolverhampton Wanderers | 1:0      | Bradford City          |
| 16. Januar 1908 | Hull City               | 4:1      | Woolwich Arsenal       |
| 16. Januar 1908 | Preston North End       | 1:1      | Brighton & Hove Albion |
| 16. Januar 1908 | Sheffield United        | 2:3      | Swindon Town           |
| 20. Januar 1908 | Preston North End       | 0:1      | Brighton & Hove Albion |

### Zweite Hauptrunde
| Datum           |                         | Ergebnis |                        |
| --------------- | ----------------------- | -------- | ---------------------- |
| 1. Februar 1908 | Aston Villa             | 3:0      | Hull City              |
| 1. Februar 1908 | Bristol Rovers          | 2:0      | FC Chesterfield        |
| 1. Februar 1908 | FC Fulham               | 2:1      | Norwich City           |
| 1. Februar 1908 | Grimsby Town            | 6:2      | Carlisle United        |
| 1. Februar 1908 | FC Liverpool            | 1:1      | Brighton & Hove Albion |
| 1. Februar 1908 | Manchester City         | 1:1      | New Brompton           |
| 1. Februar 1908 | Manchester United       | 1:0      | FC Chelsea             |
| 1. Februar 1908 | Newcastle United        | 2:0      | West Ham United        |
| 1. Februar 1908 | Notts County            | 1:1      | Bolton Wanderers       |
| 1. Februar 1908 | Oldham Athletic         | 0:0      | FC Everton             |
| 1. Februar 1908 | Plymouth Argyle         | 2:3      | Crystal Palace         |
| 1. Februar 1908 | FC Portsmouth           | 1:0      | Leicester Fosse        |
| 1. Februar 1908 | FC Southampton          | 1:0      | West Bromwich Albion   |
| 1. Februar 1908 | FC Stoke                | 1:1      | Gainsborough Trinity   |
| 1. Februar 1908 | Swindon Town            | 2:1      | Queens Park Rangers    |
| 1. Februar 1908 | Wolverhampton Wanderers | 2:0      | FC Bury                |

#### Wiederholungsspiele
| Datum            |                        | Ergebnis |                      |
| ---------------- | ---------------------- | -------- | -------------------- |
| 5. Februar 1908  | Bolton Wanderers       | 2:1      | Notts County         |
| 5. Februar 1908  | Brighton & Hove Albion | 0:3      | FC Liverpool         |
| 5. Februar 1908  | FC Everton             | 6:1      | Oldham Athletic      |
| 5. Februar 1908  | Gainsborough Trinity   | 2:2      | FC Stoke             |
| 5. Februar 1908  | New Brompton           | 1:2      | Manchester City      |
| 10. Februar 1908 | FC Stoke               | 3:1      | Gainsborough Trinity |

### Dritte Hauptrunde
| Datum            |                         | Ergebnis |                   |
| ---------------- | ----------------------- | -------- | ----------------- |
| 22. Februar 1908 | Aston Villa             | 0:2      | Manchester United |
| 22. Februar 1908 | Bolton Wanderers        | 3:3      | FC Everton        |
| 22. Februar 1908 | Grimsby Town            | 1:0      | Crystal Palace    |
| 22. Februar 1908 | Manchester City         | 1:1      | FC Fulham         |
| 22. Februar 1908 | Newcastle United        | 3:1      | FC Liverpool      |
| 22. Februar 1908 | FC Portsmouth           | 0:1      | FC Stoke          |
| 22. Februar 1908 | FC Southampton          | 2:0      | Bristol Rovers    |
| 22. Februar 1908 | Wolverhampton Wanderers | 2:0      | Swindon Town      |

#### Wiederholungsspiele
| Datum            |            | Ergebnis |                  |
| ---------------- | ---------- | -------- | ---------------- |
| 26. Februar 1908 | FC Everton | 3:1      | Bolton Wanderers |
| 26. Februar 1908 | FC Fulham  | 3:1      | Manchester City  |

### Vierte Hauptrunde
| Datum        |                  | Ergebnis |                         |
| ------------ | ---------------- | -------- | ----------------------- |
| 7. März 1908 | FC Everton       | 0:0      | FC Southampton          |
| 7. März 1908 | FC Fulham        | 2:1      | Manchester United       |
| 7. März 1908 | Newcastle United | 5:1      | Grimsby Town            |
| 7. März 1908 | FC Stoke         | 0:1      | Wolverhampton Wanderers |

#### Wiederholungsspiel
| Datum         |                | Ergebnis |            |
| ------------- | -------------- | -------- | ---------- |
| 11. März 1908 | FC Southampton | 3:2      | FC Everton |

### Halbfinale
Die beiden Spiele wurden am 28. März 1908 ausgetragen.
|                         | Ergebnis |                | Ort       |
| ----------------------- | -------- | -------------- | --------- |
| Newcastle United        | 6:0      | FC Fulham      | Liverpool |
| Wolverhampton Wanderers | 2:0      | FC Southampton | London    |

### Finale
| Wolverhampton Wanderers                            | Wolverhampton Wanderers | Newcastle United | Newcastle United |
| -------------------------------------------------- | --- | --- | ---------------- |
| Wolverhampton Wanderers                            | \| Finale \| \| Samstag, 25. April 1908 in London (Crystal Palace) \| \| Ergebnis: 3:1 (2:0) \| \| Zuschauer: 74.967 \| \| Schiedsrichter: T. P. Campbell \| \| Spielbericht \|              | \| Finale \| \| Samstag, 25. April 1908 in London (Crystal Palace) \| \| Ergebnis: 3:1 (2:0) \| \| Zuschauer: 74.967 \| \| Schiedsrichter: T. P. Campbell \| \| Spielbericht \|                  | Newcastle United |
| Wolverhampton Wanderers                            | Tommy Lunn – Jackery Jones, Ted Collins – Kenneth Hunt, Billy Wooldridge, Alf Bishop – Billy Harrison, Jack Shelton, George Hedley, Wally Radford, Jack Pedley Cheftrainer: Jack Addenbrooke | Jimmy Lawrence – Billy McCracken, Dick Pudan – Alex Gardner, Colin Veitch, Peter McWilliam – Jock Rutherford, James Howie, Bill Appleyard, Finlay Speedie, George Wilson Cheftrainer: Frank Watt | Newcastle United |
| Wolverhampton Wanderers                            | 1:0 Kenneth Hunt (40.) 2:0 George Hedley (43.) 3:1 Billy Harrison (85.) | 2:1 James Howie (73.) | Newcastle United |
| Finale                                             | | |                  |
| Samstag, 25. April 1908 in London (Crystal Palace) | | |                  |
| Ergebnis: 3:1 (2:0)                                | | |                  |
| Zuschauer: 74.967                                  | | |                  |
| Schiedsrichter: T. P. Campbell                     | | |                  |
| Spielbericht                                       | | |                  |